# Sagna (okręg Neamț)
Sagna – wieś w Rumunii, w okręgu Neamț, w gminie Sagna. W 2011 roku liczyła 2742 mieszkańców.